# Hamdan ibn Muhammad Al Maktum
Hamdan ibn Muhammad ibn Raszid Al Maktum, zwany Fazza (ar. حمدان بن محمد بن راشد آل مكتوم; ur. 14 listopada 1982 w Dubaju), książę dubajski, następca tronu emira Dubaju Muhammada ibn Raszida Al Maktum.

## Życiorys
Hamdan ibn Muhammad Al Maktum jest drugim synem emira Dubaju Muhammada ibn Raszida Al Maktuma i jego żony Hind bint Maktum ibn Dżumy Al Maktum.
Kształcił się w Rashid Private School w Dubaju oraz w Wielkiej Brytanii. Ukończył Royal Military Academy Sandhurst. Studiował również w London School of Economics oraz w Dubai School of Government.
Hamdan ibn Muhammad Al Maktum od września 2006 pełni funkcję przewodniczącego Rady Wykonawczej emiratu Dubaju. 1 lutego 2008 emir Dubaju i jego ojciec mianował go następcą tronu. Jest również przewodniczącym Rady Sportu Dubaju oraz Centrum Dubaju ds. Autyzmu.
Książę Hamdan ibn Muhammad Al Maktum znany jest ze swego zamiłowania do jazdy konnej. Zdobył złoty medal w jeździectwie na Igrzyskach Azjatyckich. Inną jego pasją jest poezja, książę publikuje swoją twórczość, głównie o charakterze romantycznym i patriotycznym, pod pseudonimem Fazza.